# Jacob van Zuylen van Nijevelt (1699-1753)
Mr. Jacob van Zuylen van Nijevelt (Rotterdam,19 november 1699 – 's-Gravenhage, 28 maart 1753) was een Rotterdams bestuurder.

## Loopbaan
Van Zuylen studeerde rechten in Leiden en promoveerde in 1727 waarna hij Vredemaker werd in Rotterdam; die laatste functie bekleedde hij ook in 1745 en 1746.
Hij was verschillende malen schepen van de stad Rotterdam in de periode 1729-1737. Vanaf 1748 tot zijn overlijden was hij vroedschap in die stad.

## Familie
Hij trouwde in 1732 met Aletta Johanna Timmers (1707-1775), dochter van de secretaris van Rotterdam mr. Johan Timmers. Zij kregen zes kinderen:
- mr. Aarnout van Zuylen van Nijevelt (1733-1792), van 1754-1760 secretaris van Rotterdam
- mr. Johan Joshua van Zuylen van Nijevelt Timmers (1736-1759), advocaat te Rotterdam
- mr. Jacob van Zuylen van Nijevelt (1739-1805), bestuurder van Rotterdam 1766-1805
- Susanna Everdina van Zuylen van Nijevelt (1740-1812), trouwt 1770 Abraham Verstolk (1739-1800), onder andere schepen van Rotterdam tussen 1771-1792
- Philip Julius van Zuylen van Nijevelt (1743-1826), gouverneur van Amsterdam
- Martha Maria van Zuylen van Nijevelt (1748-1818), trouwt 1773 mr. Johan Adriaan van der Hoeven (1732-1800), onder andere burgemeester van Rotterdam tussen 1786-1787